# もえもえポンバシ系
もえもえポンバシ系（もえもえぽんばしけい）は、2008年4月4日から2010年5月28日までラジオ大阪の1314 V-STATION枠内で放送されていたラジオ番組。

## 概要
2008年3月まで同時間帯に放送されていた妄想ポンバシ系をリニューアルする形で放送開始。前身番組に引き続きアニメやゲーム等のオタク系文化の情報を日本橋をはじめとする関西圏に重きをおいて伝えていた。またパーソナリティがオタク文化を得意としている天津の向清太朗に交代したことに伴い、男性向けアニメ・ゲーム等の話題やフリートークも多めとなっていた。アニラジで用いられる番組独自のあいさつは「ポンバンもえ」。
番組開始当初から2009年7月24日までは基本的に生放送となっており、出演者のスケジュール都合や公開録音の場合には事前収録となっていた。向が活動拠点を大阪から東京に移すのに伴い、2009年7月31日放送分以降は基本的に事前収録（金曜夜に翌週と翌々週を収録）となった。その特性を生かしてスタジオを飛び出して屋外での収録も行なわれた。

## 放送時間
- 金曜 22:30-23:30

## パーソナリティー
- 向清太朗（天津）

## コーナー・内包番組
番組終了時点
- ラジオ日本橋メディアゴールド

夕刊フジの格清政典記者（番組内での愛称は“師匠”）が出演し、同紙に掲載のOTAKUフジの記事を元にした情報を紹介。
- 一枚のっけまSHOW

「夜もバシバシ生アンケート」以来の投稿コーナーとして2010年1月29日に開始。事前にお題を発表してそのテーマに沿った回答を募集し紹介していく。
- カミングアウト女学院

「腐女子の部屋」を引き継ぐ形で2009年9月11日に開始。向が学院長を務める女学院の新入生候補を探すという設定で、当初は面接官役のリポーターが日本橋で活躍する腐女子へのインタビューをする形式だったが、2010年4月以降は向が面接官として新入生候補をゲストとしてスタジオに招く形式となった。カミングアウトの内容により向が合否を決めてコーナーが締められる。

### 終了したコーナー
- 今週の萌え

向やリスナーが身の回りで起きた萌えに関するエピソードを紹介。のちに当コーナーは特に設けられず、向によるフリートークやリスナーからのメールを紹介する時間となる。
- 夜もバシバシ生アンケート

2択の質問にリスナーからの投票を募集してどちらが萌えるかを決定する。事前収録形式となった2009年7月末以降は不定期化扱いとなり、週替わりの企画コーナーとなった。
- 腐女子の部屋

渋谷系ヴィジュアルユニットの唯×実がリポーターとして日本橋で活躍する腐女子にインタビューをする。番組開始当初から2009年9月4日まで放送された。

### 過去の内包番組
- 堀川りょうの声優への道

番組開始当初から2008年12月まで放送されていた堀川りょう他が出演するラジオドラマ。2008年3月までは水曜23:55-24:00に放送、2009年1月からは日曜21:15-21:30に放送時間が移行した。

## テーマ曲
- トワイライト （エレクトリック・ライト・オーケストラ） - 番組オープニング
- ロマンティックあげるよ （橋本潮） - 番組エンディング

ジングルBGM
- 輪舞-revolution（奥井雅美） - 少女革命ウテナの「世界を革命する力を」の台詞で締められる
- Honesty（ビリー・ジョエル） - 川上とも子が電話出演した際の音源を使用
- はるまついぶき（Bank Band）  - 「萌えというものは―」のナレーションで始まる

コーナーオープニング
- わぴこ元気予報!（内田順子） - 「今週の萌え」
- Positive Force（Jeff Newmann And His Orchestra） - 「夜もバシバシ生アンケート」
- Ride on time（MAX） - 「一枚のっけまSHOW」

## 公開録音
| 収録日         | 開催場所・イベント                                                     | ゲスト                                                                           |
| -------------- | ---------------------------------------------------------------------- | -------------------------------------------------------------------------------- |
| 2008年10月18日 | Japan Pop Culture Festival 2008 （関西空港会議場）                     | 新谷良子、惣田美香                                                               |
| 2009年1月24日  | ボークス ホビースクエア大阪                                            | 桜                                                                               |
| 2009年3月20日  | 日本橋ストリートフェスタ ステージイベント （メインステージ1）          | いとうのいぢ                                                                     |
| 2009年4月29日  | in→dependent theatre 2nd                                               | ゲストなし                                                                       |
| 2009年8月2日   | メロンブックス大阪日本橋店                                             | SI☆NA                                                                            |
| 2010年3月21日  | 日本橋ストリートフェスタ メインステージ （四丁目劇場・旧ニノミヤ跡地） | 三浦愛恵、DANCEROID、稲垣早希、つぼみ、 ナターシャ、山口了、相咲ポッポ、がっき〜 |
| 2010年3月21日  | 日本橋ストリートフェスタ メインステージ （四丁目劇場・旧ニノミヤ跡地） | 松岡由貴、唯×実                                                                  |

## 備考
- 「ラジオライフ」2008年9月号（三才ブックス）の「DJインタビュー」で当番組と向へのインタビュー記事が掲載されている。
- 番組グッズとして、事前に公式サイト内でのリスナーによる投票でデザインが選ばれたTシャツの「ポンT」を製作し2008年11月に販売された。
- 2009年10月9日及び14日放送分は全編ユニバーサル・スタジオ・ジャパンでの収録で、「もえもえポンバシ系 in USJ」の独自ジングルも使用された。
- 2010年2月26日放送分では番組第100回の節目と向の30歳の誕生日を記念して、「日本橋メディアゴールド」には向の母親が電話出演、23時台には南かおりがゲスト出演した。
- 2010年3月12日放送分を収録後、番組の後半部分（23時台）が録音さえていないことがわかり、収録日の翌朝5時過ぎから向が宿泊していたホテルの部屋で後半30分間分の収録を行った。向は、眠そうな声で「こんなことあるんですね…」といいながら、昨晩読んだであろうネタメールをもう一度読んでいた。
- 2010年3月21日の日本橋ストリートフェスタでの公開録音で桜・稲垣軍に敗れた向は、この番組の裏番組『桜・稲垣早希とキンチャクのふくろとじ』（ニコニコ生放送、2010年5月7日放送分）に、リリスの格好で出演した（しかし大人の事情で、もえもえポンバシ系の放送時間（22:30〜23:30）内は、顔出し、声出しNG）。その様子は2010年5月14日放送分の当番組で放送された。
- 最終回となった2010年5月28日放送分では番組の歴史を録音で振り返るとともに、「カミングアウト女学院」では番組ADであるミキティが当番組をテーマにした曲として「もえポン隊」を披露した。
- 無名のころの桜・稲垣早希が出演していた。